# Нижнечеляевский сельсовет
Нижнечеляевский сельсовет — сельское поселение в Северном районе Оренбургской области Российской Федерации.
Административный центр — село Большедорожное.

## История
Статус и границы сельского поселения установлены Законом Оренбургской области от 2 сентября 2004 года № 1424/211-III-ОЗ «О наделении муниципальных образований Оренбургской области статусом муниципального района, городского округа, городского поселения, установлении и изменении границ муниципальных образований».

## Население
| 2010 | 2012 | 2013 | 2014 | 2015 | 2016 | 2017 |
| ---- | ---- | ---- | ---- | ---- | ---- | ---- |
| 775  | ↘739 | ↘704 | ↘683 | ↘667 | ↘640 | ↘628 |
| 2018 | 2019 | 2020 | 2021 |      |      |      |
| ↘613 | ↘599 | ↘565 | ↘537 |      |      |      |

## Состав сельского поселения
| № | Населённый пункт | Тип населённого пункта       | Население |
| - | ---------------- | ---------------------------- | --------- |
| 1 | Большедорожное   | село, административный центр | 281       |
| 2 | Малиновка        | посёлок                      | 44        |
| 3 | Нижнее Челяево   | село                         | 169       |
| 4 | Савельевка       | посёлок                      | 38        |
| 5 | Трифоновка       | село                         | 243       |